# Lives of the Most Eminent Literary and Scientific Men
Vies des hommes de lettres et de science les plus éminents

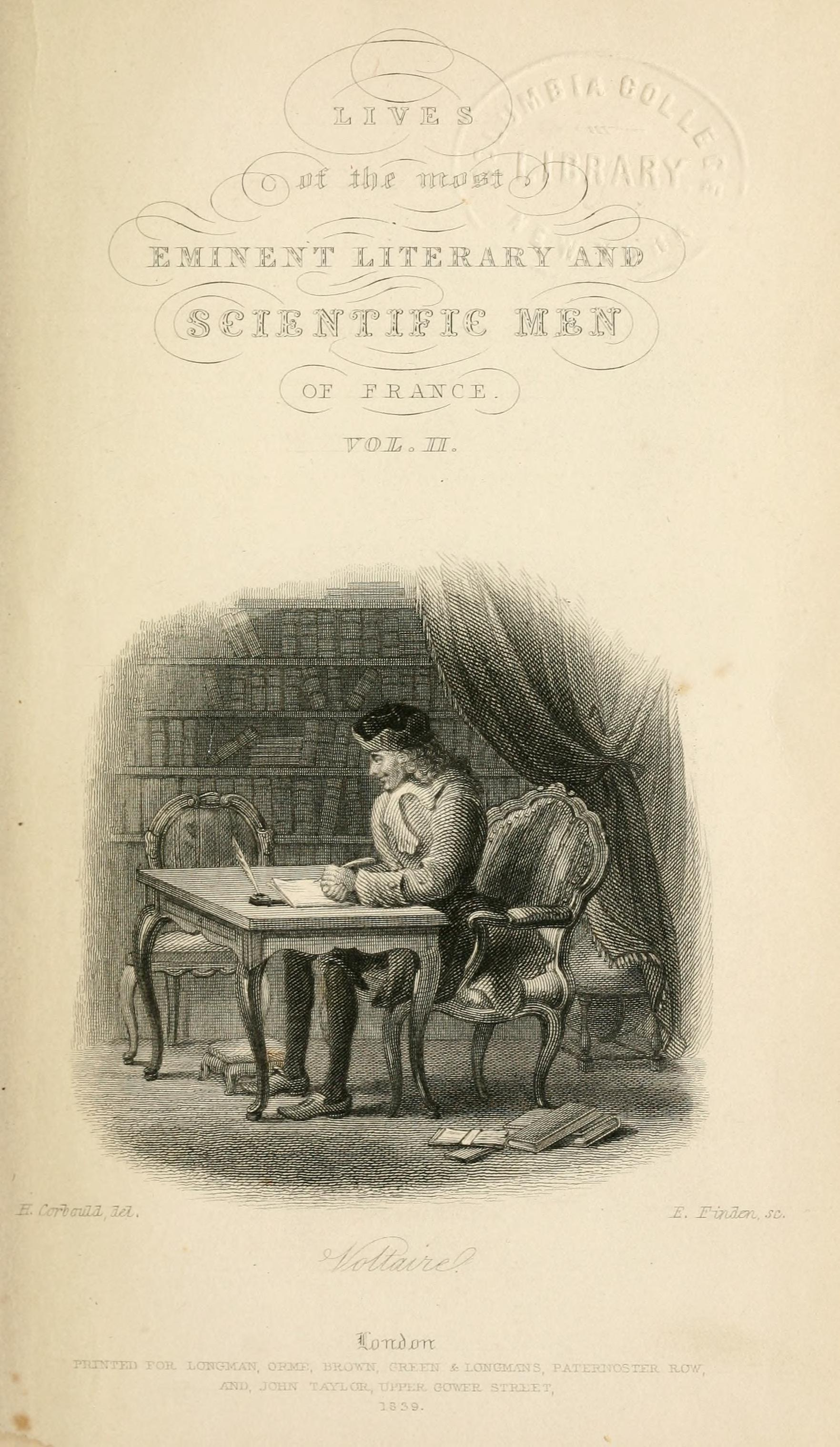
Page de titre du second volume de Lives of the Most Eminent Literary and Scientific Men of France (1838)

L'ouvrage Lives of the Most Eminent Literary and Scientific Men (Vies des hommes de lettres et de science les plus éminents) était composé de cinq volumes appartenant aux 133 volumes que comportait la Cabinet Cyclopaedia de Dionysius Lardner (1829-1846). 
Visant la classe moyenne autodidacte, cette encyclopédie fut écrite pendant la révolution littéraire qui eut lieu en Grande-Bretagne au XIXe siècle, qui cherchait à encourager à la lecture un nombre de gens plus important. 
Ces Vies faisaient partie du Cabinet of Biography à l'intérieur de la Cabinet Cyclopaedia. Les Vies en trois volumes des hommes les plus éminents d'Italie, d'Espagne et du Portugal dans la littérature et dans les sciences (1835-1837) avec les Vies en deux volumes des hommes de France les plus éminents dans la littérature et dans les sciences (1838-1839), rassemblent des biographies d'écrivains et de penseurs importants du XIVe au XVIIIe siècle. La plupart d'entre elles avaient été rédigées par l'écrivaine romantique Mary Shelley. Les biographes de Mary Shelley la décrivent comme une femme de lettres professionnelle, engagée par contrat pour rédiger un certain nombre de volumes et bien payée pour le faire. Dans son travail se reflètent ses connaissances étendues en histoire et en langues, son aptitude à raconter une biographie de façon prenante, et l'intérêt qu'elle portait à l'historiographie féministe qui commençait à naître. 
Par moments Mary Shelley avait du mal à trouver suffisamment de matériaux pour ses recherches et elle devait se débrouiller avec moins de ressources qu'elle ne l'aurait voulu, en particulier pour les biographies espagnoles et portugaises. Elle écrivait dans un style qui combinait des sources secondaires, des mémoires, des anecdotes et ses propres opinions. Ses penchants politiques apparaissent le plus dans les Vies italiennes, où elle soutient le mouvement pour l'indépendance italienne et appuie les idées républicaines. Dans les Vies françaises, elle décrit chaleureusement les femmes, en expliquant les restrictions qu'on leur impose dans la vie politique et sociale et en faisant valoir qu'elles peuvent être des membres productifs de la société si on leur donne dans l'éducation et la société les possibilités qui leur conviennent. 
Les Vies n'attirèrent pas assez l'attention de la critique pour atteindre un tirage exceptionnel. Un nombre honorable d'exemplaires n'en furent pas moins imprimés et vendus, et il circula de Mary Shelley beaucoup plus de ses Vies que de ses romans. Certains volumes furent contrefaits aux États-Unis, où ils reçurent les éloges du poète et critique Edgar Allan Poe. Non réimprimées avant 2002, les biographies de Mary Shelley n'ont que récemment retrouvé la faveur des universitaires.

## LaCabinet Cyclopaediade Dionysius Lardner

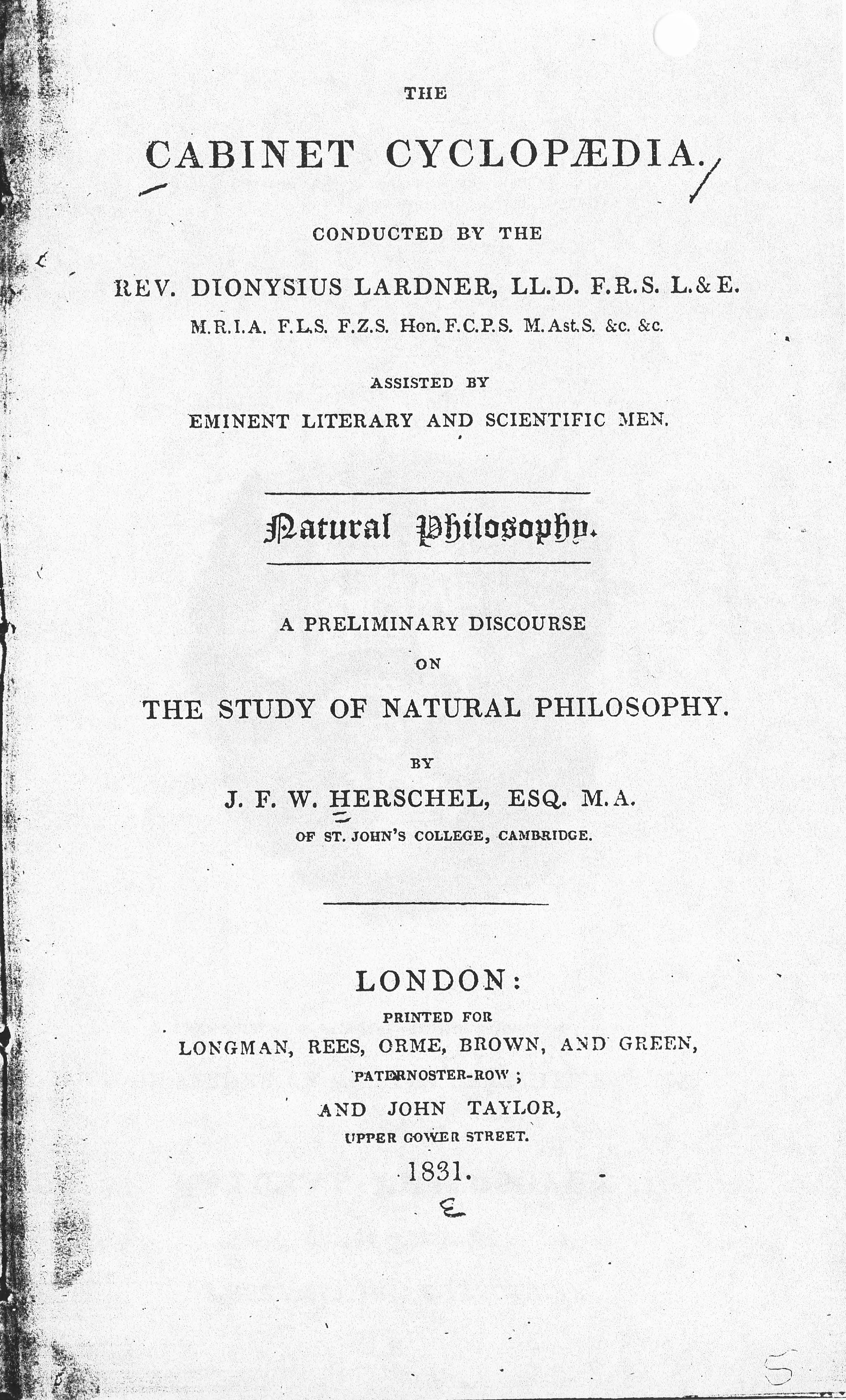
Page de titre de l'un des volumes de la Cabinet Cyclopaedia de Dionysius Lardner, le Discours préliminaire sur l'étude de la philosophie naturelle de John Herschel.

Durant le premier quart du XIXe siècle, la littérature de « développement personnel » devint une part importante du marché du livre : « C'était le siècle des éditions destinées à la « bibliothèque familiale ». Dans son article sur la Cabinet Cyclopaedia, Morse Peckham écrit que cette « révolution dans l'alphabétisation, était en partie le résultat de l'expansion des idées nées de la Révolution française, et en partie celui du désir de combattre ces mêmes idées en apprenant aux pauvres à lire la Bible et les brochures religieuses [... Elle] devait avoir un impact sur la société moderne presque aussi profond que les révolutions industrielle et agricole ». 
La Cabinet Cyclopaedia de Dionysius Lardner, publiée entre 1829 et 1846, fut l'une de ces entreprises qui eut le plus de succès, aux côtés de la Family Library (La Bibliothèque de la famille) de John Purray (1778-1843) et des publications de la Société pour la propagation du savoir utile. Bien que destinée à l'ensemble des lecteurs, la série visait plus spécifiquement la classe moyenne plutôt que les masses : chaque volume coûtait six shillings, en interdisant l'achat aux pauvres. Les publicités pour la Cyclopaedia décrivent la clientèle escomptée comme « formée de marchands, de capitaines, de familles [et] de jeunes couples tout juste mariés ». Le prospectus assurait à ses lecteurs que « rien ne sera admis dans les pages de la Cabinet Cyclopaedia qui puisse avoir la moindre tendance à offenser la moralité, tant publique que privée. Mettre en œuvre la culture de la religion et la pratique de la vertu doivent être l'objet essentiel de tous ceux qui cherchent à informer l'esprit du public ».

## Les contributions de Mary Shelley

Mary Shelley écrivit dans sa biographie de Machiavel qu'« il n'y avait pas de travail littéraire plus délicieux que celui de justifier un héros ou un écrivain que la postérité avait représenté de façon erronée, voire injurieuse » (Portrait par Richard Rothwell, 1839–1840).

Écrit durant la dernière décennie productive de la carrière de Mary Shelley, ses contributions remplissent à peu près les trois-quarts de ces cinq volumes, et la révèlent comme une femme de lettres professionnelle. Elles démontrent sa connaissance de plusieurs langues et des recherches historiques couvrant plusieurs siècles, sa capacité à relater une biographie sous la forme d'un récit prenant, et son intérêt pour le domaine naissant de l'historiographie féminine.   